# Temecla tema
Temecla tema is een vlinder uit de familie van de Lycaenidae. De wetenschappelijke naam van de soort werd als Thecla tema in 1867 gepubliceerd door William Chapman Hewitson.

## Synoniemen
- Thecla temella Strand, 1916